# Pohlia chitralensis
Pohlia chitralensis är en bladmossart som beskrevs av Størmer 1954. Pohlia chitralensis ingår i släktet nickmossor, och familjen Bryaceae. Inga underarter finns listade i Catalogue of Life.